# Las chicas de la Cruz Roja (canción)
Las chicas de la Cruz Roja, es una canción de 1958, tema principal de la película homónima de Rafael J. Salvia.

## Descripción
En su momento hubo cierta controversia acerca de la autoría de la canción en el sentido de que en los títulos de crédito del film, se atribuye al Maestro Augusto Algueró, con el que se conocía a Augusto Algueró Algueró , si bien todas las fuentes coinciden en reconocerle dicha autoría a su hijo Augusto Algueró Dasca. En cualquier caso, los derechos de autor se inscribieron en la SGAE divididos al 50% entre padre e hijo.
El tema está interpretado por la cantante Ana María Parra, si bien en la película se crea la ilusión de que son las cuatro protagonistas (Concha Velasco, Katia Loritz, Mabel Karr y Luz Márquez) las que cantan la canción al tiempo que pasean con su descapotable por la Gran Vía madrileña.
La canción, con aires que presagian ya la influencia yeyé (pop), que tendrá su apogeo en la década siguiente, compendia el espíritu de la película, homenajeando a las chicas jóvenes que se enamoran y disfrutan de la primavera de un Madrid (ciudad mencionada tres veces en la letra) en tecnicolor que comienza a resurgir de la penuria y la miseria de la posguerra y los años de la autarquía.
La canción alcanzó el quinto puesto en la lista de éxitos musicales en España del año 1958.

## Versiones
- La primera versión se realizó tan solo un año después de la publicación inicial, por el grupo de folk vasco Los Chimberos.
- fue interpretada por la propia Concha Velasco en su espectáculo ¡Mamá, quiero ser artista! (1986).
- Además, fue versionada en dos ocasiones en el programa de televisión Telepasión de La 1 de TVE. Primero por Bárbara Rey en 1995 y once años después por Anne Igartiburu, Inés Ballester, Mònica López y Elena S. Sánchez. También para televisión fue interpretada por el solista Raúl.